# Норакерт (Армавір)
Норакерт (вірм. Նորակերտ) — село в марзі Армавір, на заході Вірменії. Село розташоване за 8 км на північний схід від міста Вагаршапат, за 2 км на захід від села Баграмян та за 4 км на північний захід від села Птхунк.